# Ljungström (släkt)

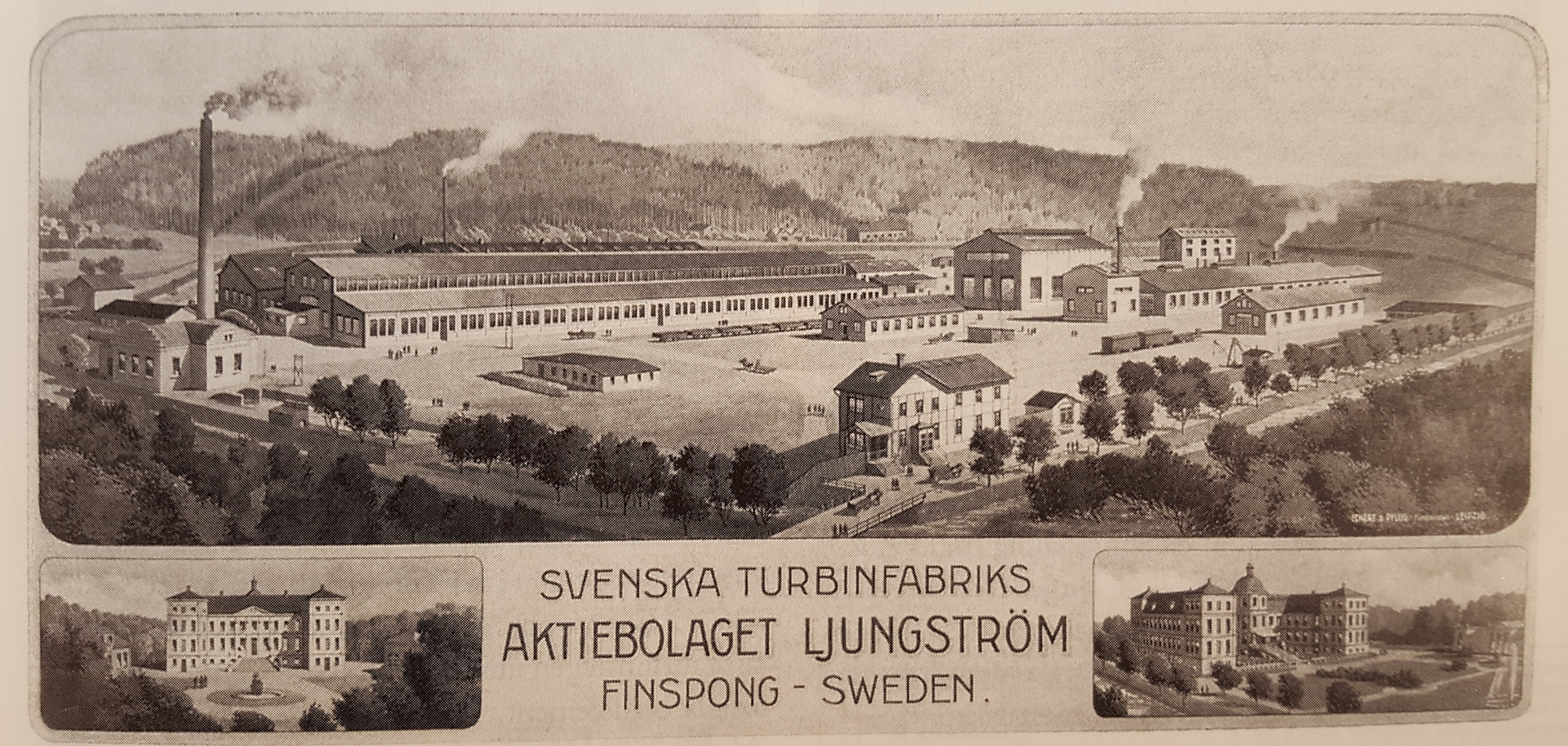
Svenska Turbinfabriks Aktiebolaget Ljungström (1910-talet).

Ljungström är en svensk släkt härstammande från Jönköpings län, Småland genom häradsskrivare och länsman Johan Liungström (floruit 1716, död cirka 1730).

## Medlemmar (i urval)
- Johan Patrik Ljungström (1784–1859), juvelerare
- Jonas Patrik Ljungström (1827–1898), kartograf
- Georg Ljungström (1861–1930), poet
- Oscar Ljungström (1868–1943), ingenjör, officer
- Birger Ljungström (1872–1948), industriman
- Fredrik Ljungström (1875–1964), industriman
- Gunnar Ljungström (1905–1999), teknisk formgivare
- Astrid Ljungström (1905–1986), journalist
- Olof Ljungström (1918–2013), ingenjör